# Antoine Gandaubert
Antoine Gandaubert est un producteur de cinéma français.
Il a produit ou coproduit plus d'une vingtaine de courts-métrages et films dont plusieurs ont été récompensés. Il travaille avec Fabrice Goldstein et Antoine Rein au sein de Karé Productions.

## Filmographie
En tant que producteur associé.
- 2008 : Vilaine de Jean-Patrick Benes et Allan Mauduit
- 2009 : Rien de personnel de Mathias Gokalp
- 2010 : Djinns d'Hugues Martin et Sandra Martin
- 2010 : Les Meilleurs Amis du monde de Julien Rambaldi
- 2010 : Le Nom des gens de Michel Leclerc (5 récompenses dont 2 Césars)
- 2011 : Un jour mon père viendra de Martin Valente
- 2012 : Du vent dans mes mollets de Carine Tardieu
- 2013 : Les Reines du ring de Jean-Marc Rudnicki
- 2014 : Des lendemains qui chantent de Nicolas Castro
- 2015 : Je suis à vous tout de suite de Baya Kasmi
- 2015 : La Vie très privée de Monsieur Sim de Michel Leclerc
- 2016 : Juillet Août de Diastème
- 2017 : Ôtez-moi d'un doute de Carine Tardieu
- 2017 : Aurore de Blandine Lenoir
- 2019 : La lutte des classes de Michel Leclerc
- 2023 : Sage-Homme de Jennifer Devoldere
- 2024 : Tombés du camion de Philippe Pollet-Villard